# Thomas Myrtek
Thomas Myrtek (ur. 28 grudnia 1888 w Bytomiu, zm. 5 września w 1935 w Atenach) – niemiecki rzeźbiarz, absolwent Królewskiej Szkoły Sztuk i Rzemiosła Artystycznego we Wrocławiu.
Należał do Związku Artystów Śląska i tzw. Grupy 22. Najbardziej znane jego rzeźby zachowały się między innymi w Opolu, są to rzeźbiarskie portale wejść do budynków przy ul. Damrota 10 w Opolu oraz postacie uczennic zdobiące fasadę szkoły przy ul. Reymonta. 
 Wiele rzeźb Myrtka znajduje się na Górnym Śląsku,m.in. w Gliwicach, Zabrzu i Bytomiu
.
Artysta zmarł na malarię w Grecji w 1935 roku.

## Dzieła
Wybrane prace:
- Gefallenendenkmal w Opolu
- Kinderskulpturen w Opolu

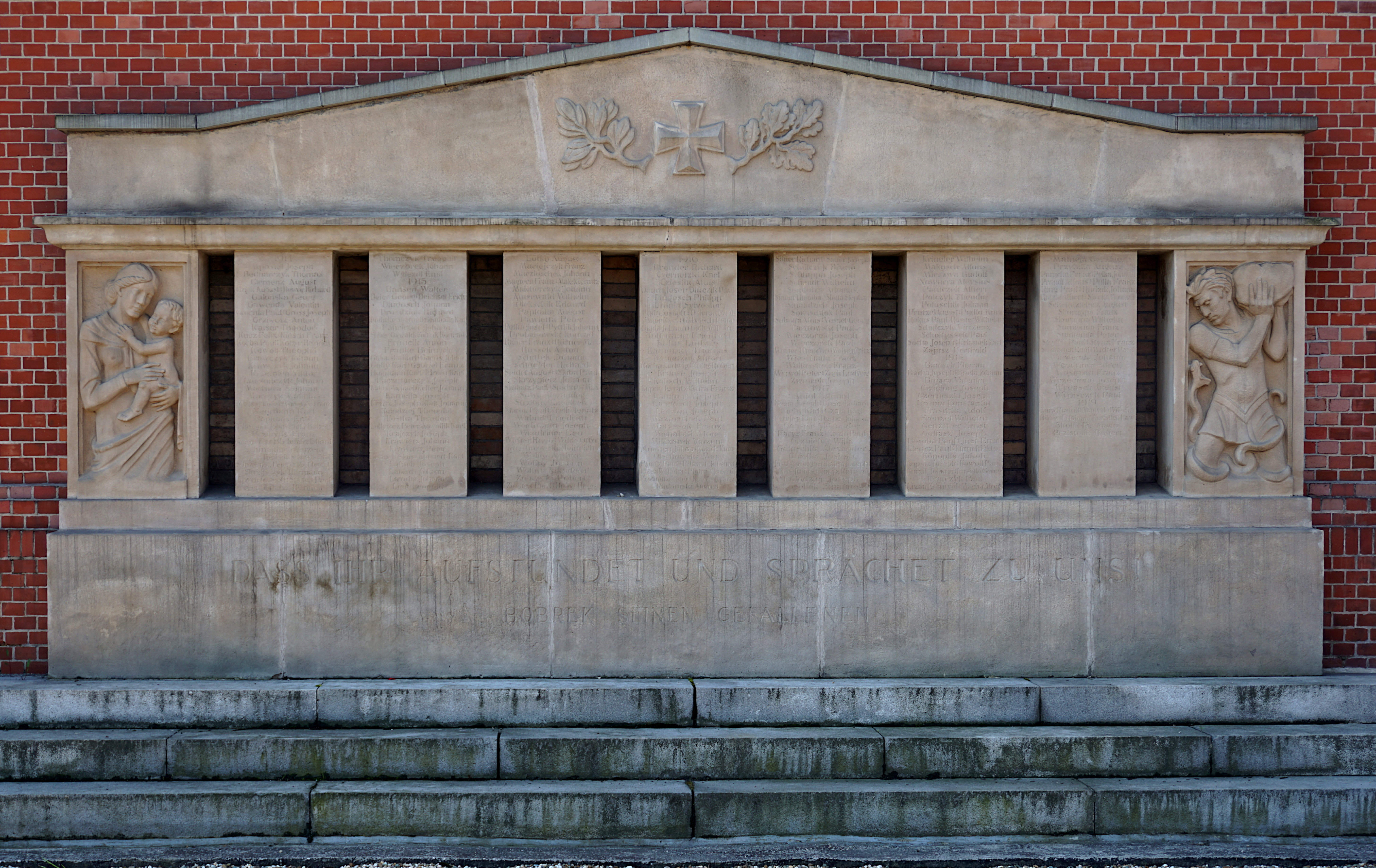
Pomnik pamięci mieszkańców Bobrka, poległych i zaginionych podczas I wojny światowej
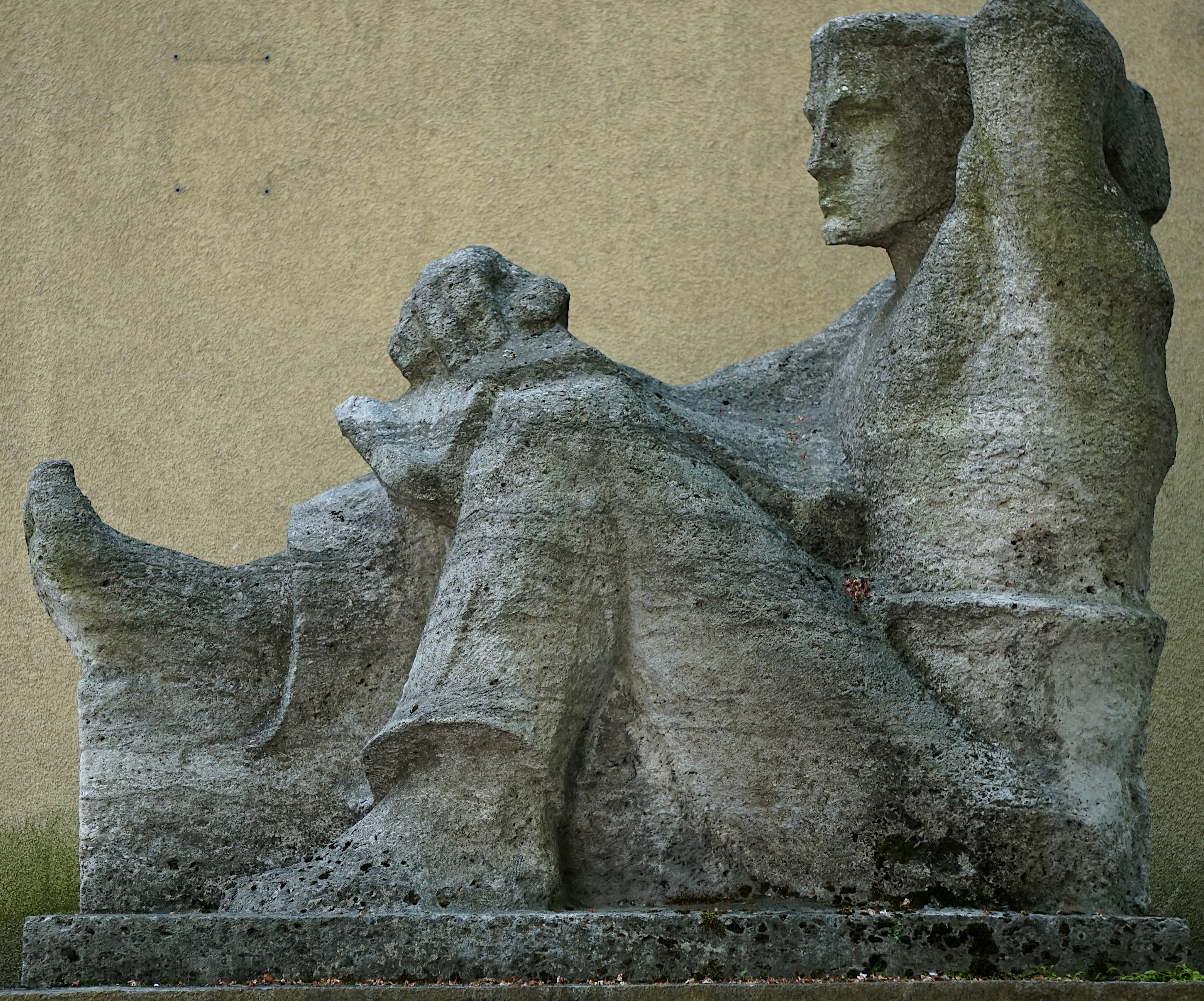
Wapniowa skulptura "Uczeń" autorstwa Thomasa Myrtka na ulicy Barlickiego w Gliwicach
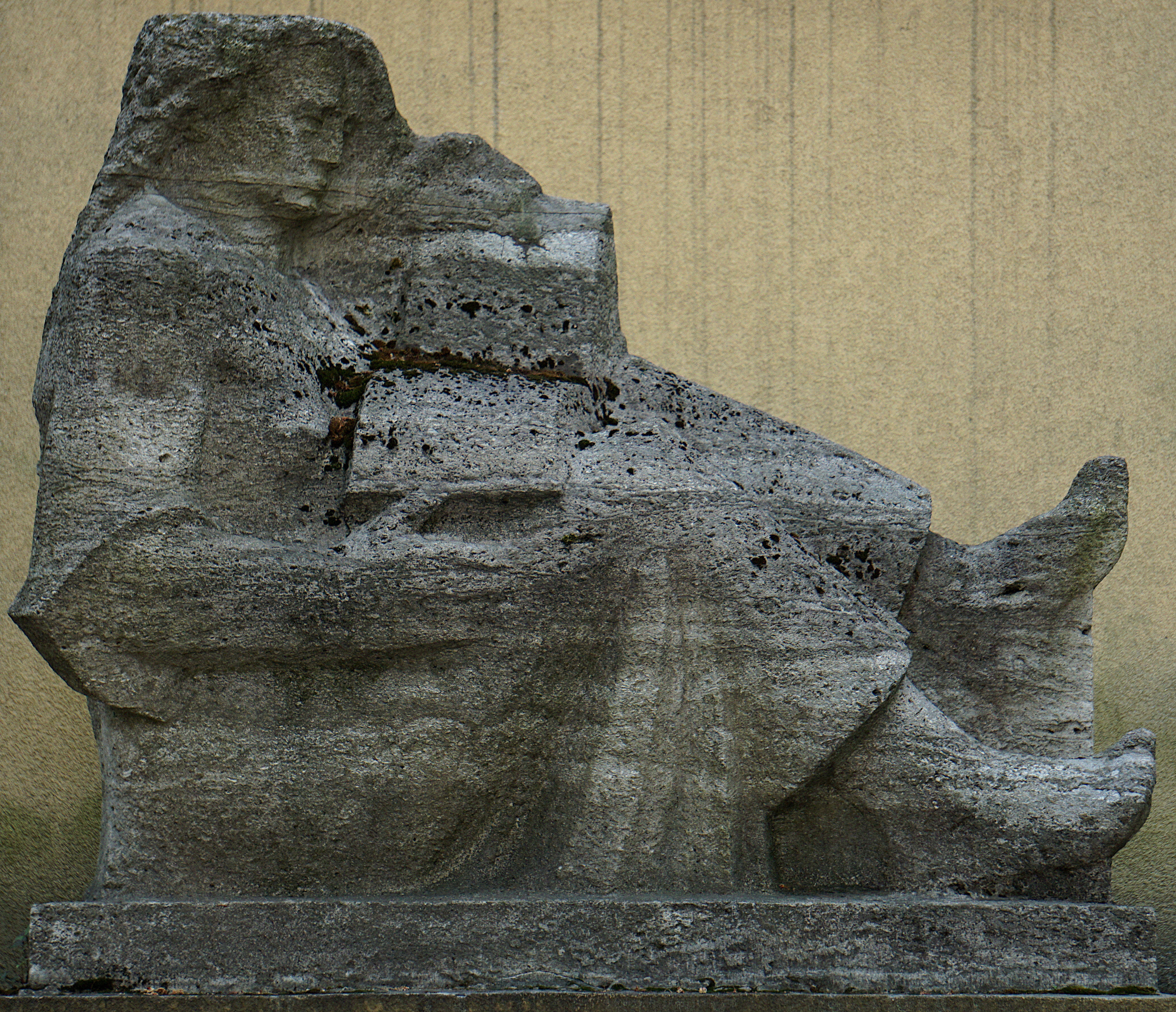
Wapniowa skulptura "Uczennica" autorstwa Thomasa Myrtka na ulicy Barlickiego w Gliwicach
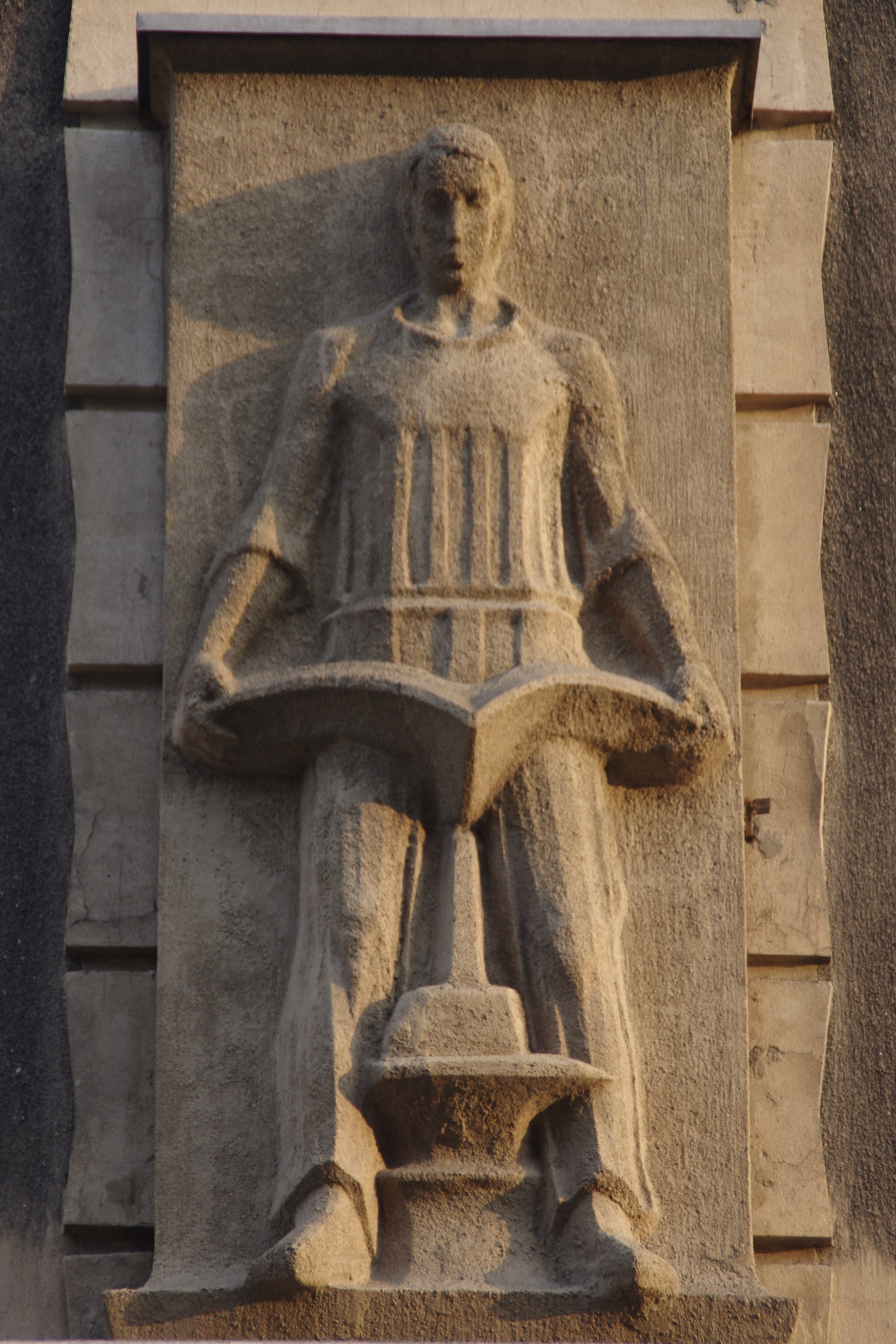
Betonowa płaskorzeźba projektu Thomasa Myrtka z 1924 roku na fasadzie budynku szkolnego przy ulicy Stanisława Webera 6 w Bytomiu (2019)